# Dominic Marcil
Dominic Marcil est un poète québécois. Il enseigne la littérature au Cégep de Granby.

## Biographie
Dominic Marcil enseigne la littérature au Cégep de Granby. En 2011, il remporte le Prix Innovation en enseignement de la poésie, décerné par le Festival international de poésie de Trois-Rivières.
En 2016, il publie l'essai Lire la rue, marcher le poème : détournements didactiques avec Hector Ruiz aux Éditions du Noroît, « un exercice convaincant sur le potentiel littéraire de la marche urbaine, envisagée en parallèle avec la lecture de textes poétiques ».
En 2018, il participe à l'ouvrage collectif Délier les lieux, sous la direction de Hector Ruiz, aux Éditions Triptyque. En 2019, il travaille en collaboration avec Hector Ruiz pour publier le projet de recherche-créationTaverne nationale, chez le même éditeur. La même année, il reçoit une mention au prix Geneviève-Amyot pour sa suite poétique Malgré les rails
Il a publié des poèmes et textes en prose, notamment dans les revues Exit, Mœbius, Lapsus et Lieu commun. Marcil est président du conseil d’administration de 3e impérial, centre d’artistes en art actuel situé à Granby et membre de La Traversée, atelier de géopoétique,.

## Œuvres

### Poésie
- Prophétie en voix off, Montréal, Éditions Lézard amoureux, 2023, 78 p.
- Taverne nationale, avec Hector Ruiz, Montréal, Éditions Triptyque, 2019 117 p. (ISBN 9782898010712)

### Essai
- Lire la rue, marcher le poème : détournements didactiques, Dominic Marcil, Hector Ruiz, Montréal, Éditions du Noroît, 2016, 88 p.  (ISBN 9782897660185)

### Ouvrages collectifs
- Délier les lieux, sous la direction de Hector Ruiz, Montréal, Éditions Triptyque, 2018, 94 p. (ISBN 9782897419820)

## Prix et honneurs
- 2011 - Prix Innovation en enseignement de la poésie en 2011 décerné par le Festival international de poésie de Trois-Rivières
- 2019 - Mention au prix Geneviève-Amyot pour Malgré les rails[4]